# Gregory Bretz
Gregory Bretz né le  19 décembre 1990 est un snowboardeur américain spécialiste du half-pipe. En 2010, il a été sélectionné pour participer aux Jeux olympiques d'hiver à Vancouver et a terminé douzième.

## Palmarès
- Jeux olympiques d'hiver
  - 12e du half-pipe en 2010
  - 12e du half-pipe en 2014

- Winter X Games
  -  Médaille de bronze en Super Pipe en 2014

- Coupe du monde de snowboard
  - 4 podiums dont 1 victoire à Stoneham en 2008.